# Pachyanthrax circe
Pachyanthrax circe är en tvåvingeart som först beskrevs av Johann Christoph Friedrich Klug 1832.  Pachyanthrax circe ingår i släktet Pachyanthrax och familjen svävflugor. Inga underarter finns listade i Catalogue of Life.